# 마쓰시타 정경숙

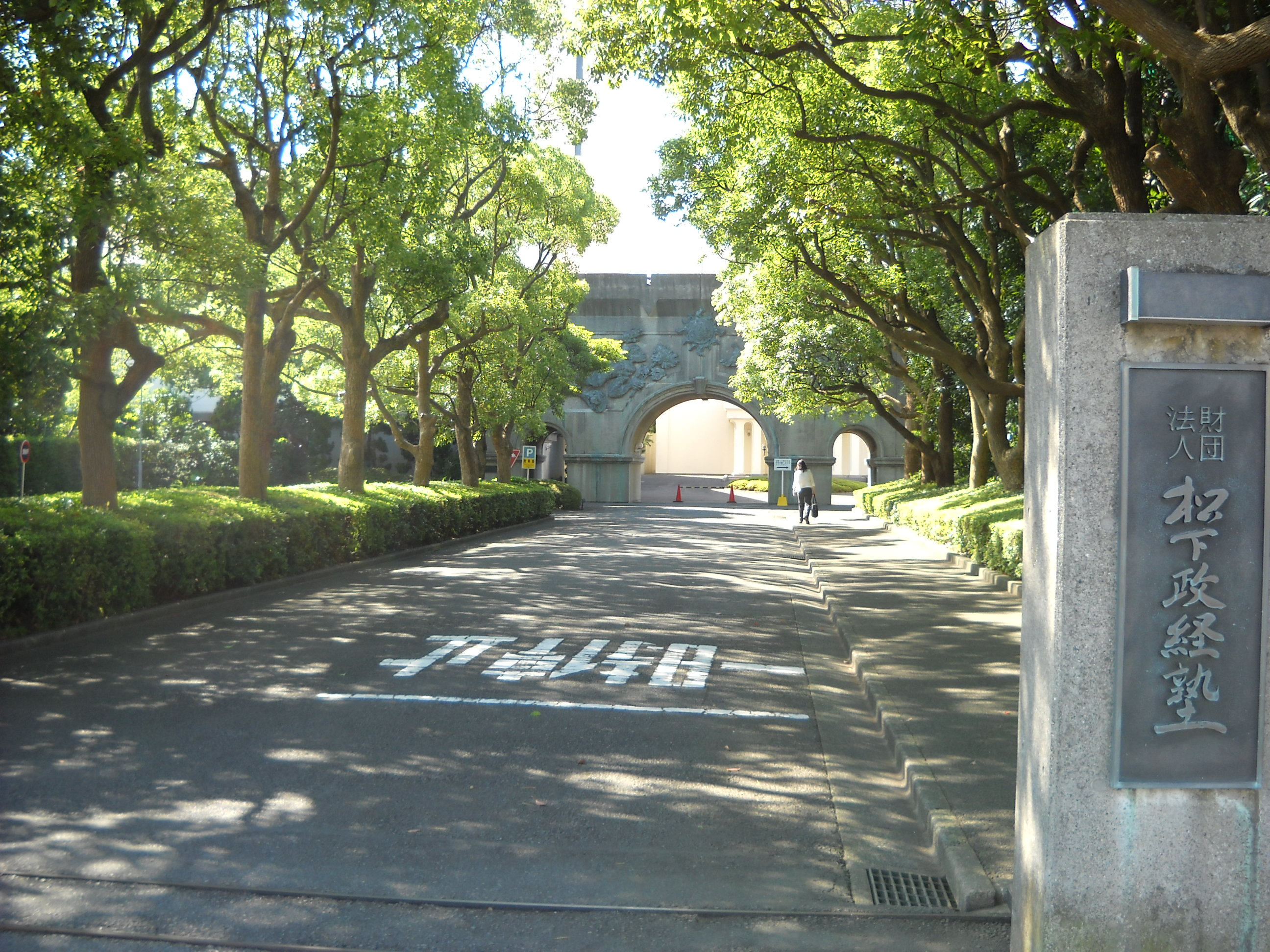
가나가와현 지가사키시에 위치한 마쓰시타 정경숙 정문

공익재단법인 마쓰시타 고노스케 기념지재단 마쓰시타 정경숙(公益財団法人松下幸之助記念志財団 松下政経塾, The Matsushita Institute of Government and Management)은 마쓰시타 전기산업(지금의 파나소닉)의 창업자인 마쓰시타 고노스케에 의해 1979년 설립된 정치학교이다. 지금까지 국회의원, 지방자치단체장, 지방의원 등의 정치가를 중심으로, 경영자, 대학교원, 언론관계자 등 각계에 다수의 인재를 배출하고 있다.

## 개요
실업가로서 성공을 이룬 마쓰시타 고노스케는 만년에 차세대 국가지도자를 육성하기 위해 사비 70억 엔을 들여 가나가와현 지가사키시에 공익재단법인인 마쓰시타정경숙을 세운다. 재학 중 또는 취직중이 아닌 22세부터 35세 이하의 청년으로 소정의 선발시험에 합격한 사람만이 입학이 허용된다. 입학 후에는 교내 기숙사에서 함께 생활하며, 4년에 걸쳐 연수, 실천활동을 실행하게 된다. 재적중에는 매월 20만엔의 연수자금이 지급되며, 각자의 활동계획에 기초하여 활동자금이 별도 지급된다.
연수 커리큘럼은 정치학, 경제학, 재정학 같은 전문적인 것에서부터, 차도, 서도(서예), 좌선, 이세진구(신사) 참배 등 일본의 전통에 대한 교육과 더불어 자위대 체험입대, 무도, 매일 아침 3키로미터의 조깅, 100키로미터 보행훈련 등 폭넓게 준비되어 있다. 그 중에는 파나소닉 공장에서 제조에 참가하거나, 점포에서 영업판매 등 마쓰시타산업에 관한 것도 있다.
위의 교육 내용 및 방법과 수정 자본주의를 지향하는 마쓰시타 고노스케의 의향으로 설립된 것도있어, 졸업생의 대부분이 사상적으로는 민족주의와 공동체주의를, 경제적으로는 국가자본주의/중상주의 내지 실용적인 사회자유주의적 정책을 지향하는 경향이 있다. 어떤 졸업생도 행정 개혁, 지방분권 추진의 자세는 공통점이 있다. 단, 재학 중에 특정 정치 사상이나 입장에서 교육한다든지 특정 사상을 배제하는 것은 아니다. 졸업생의 43%가 정치의 길을 걷고 있으며, 현직 정치인인 졸업생은 2010년 8월 30일 현재 중의원 의원 31명, 참의원 의원 7명, 지방자치단체장 10명, 지방 의원 24명 등 총 72명에 달한다. 그들의 대부분은 민주당이나 자민당에 속하지만 현재는 특히 민주당에 많은 졸업생이 소속되어 있으며, 같은 당내에서는 우파에 위치하는 세력으로서 당에 일정한 영향을 미치고 있다. 한때 다당제의 시대에는 민사당과 일본사회당에 소속된 지방 의원도있어 지금도 공명당에 소속된 지방의원이 있다.